# Kovách Gyula (politikus)
Szendrői Kovách Gyula, Kovách Gyula Kálmán Lajos (Szeged, 1908. szeptember 2. – ?) magyar ügyvéd, országgyűlési képviselő (1939–1944).

## Élete
Kovách Géza Elemér honvéd huszár főhadnagy és Gräber Vilma Katalin római katolikus szülők gyermekeként született. Elemi iskoláit Nagyváradon, középiskoláit Nagykőrösön folytatta, melyek után a budapesti Pázmány Péter Tudományegyetemen folytatott jogi tanulmányokat; ezek lezárását követően jogi doktorátust is szerzett. Mint gyakorló ügyvéd, már korán csatlakozott a nyilaskeresztes mozgalomhoz, két nagy fővárosi tömeggyűlésnek is főrendezője volt.
Mint atléta, több egyéni bajnokságot nyert és csapatbajnoksági címek elnyerésének is részese volt, eleinte mint a Budapesti Egyetemi Atlétikai Klub, majd a Budai Torna Egylet, később pedig a Magyar Atlétikai Club tagjaként.
Az 1939-es országgyűlési választáson a budapesti II. választókerület lajstromos parlamenti képviselői mandátumainak egyikét szerezte meg, a Nyilaskeresztes Párt jelöltjeként. Az akkori országgyűlési almanach szerzője úgy méltatta, mint pártja egyik legalaposabban képzett közjogászát és a képviselőház jegyzőjét 